# Crête lacrymale antérieure
La crête lacrymale antérieure est une crête osseuse du processus frontal du maxillaire. Il forme le bord latéral du sillon lacrymal du maxillaire et est en continuité avec le bord orbitaire.
C'est un point d'insertion du ligament palpébral médial.

## Structure
La crête lacrymale antérieure s'étend jusqu'à la jonction entre l'os maxillaire et l'os lacrymal.
La crête lacrymale antérieure est beaucoup plus épaisse et résistante que la crête lacrymale postérieure. C'est l'une des parties les plus épaisses de l'orbite.

### Rapports
Le sac lacrymal est directement derrière la crête lacrymale.

## Fonction
La crête lacrymale antérieure est le site d'insertion du ligament palpébral médial.
La crête lacrymale antérieure protège également le sac lacrymal.

## Aspect clinique

### Fracture par avulsion
La crête lacrymale antérieure peut être vulnérable à une fracture par avulsion en raison de sa connexion au ligament palpébral médial.

### Rhinoplastie
La crête lacrymale antérieure est une structure importante à préserver lors d'une rhinoplastie.

## Galerie

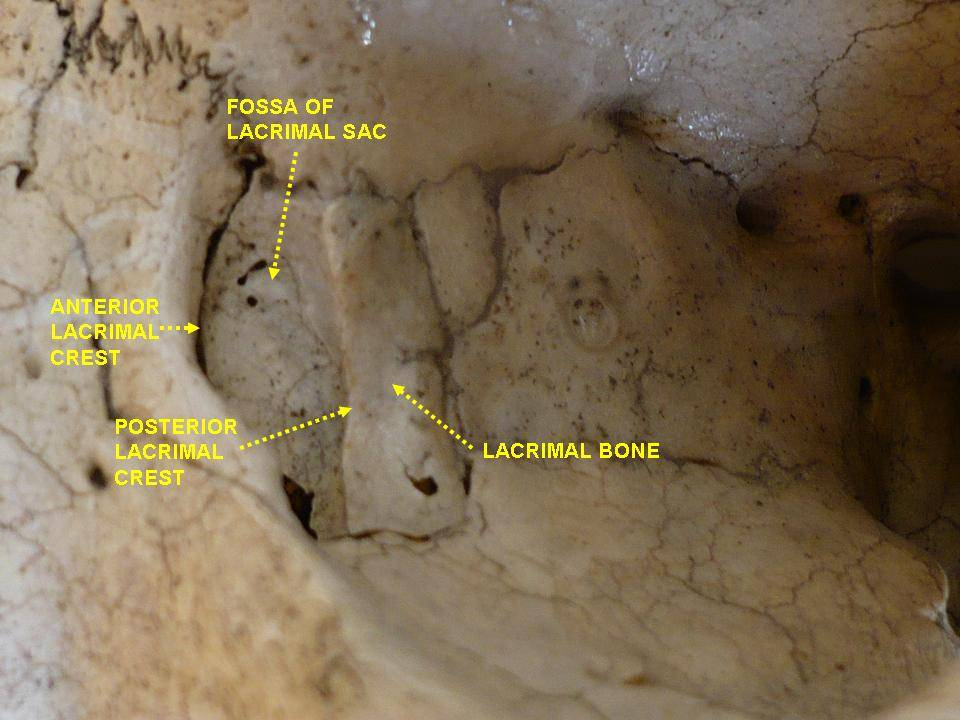
Crâne. Crête lacrymale antérieure.os lacrymal.